# Noting von Konstanz
Noting von Konstanz (921 erstmals erwähnt; † 12. August 934 in Konstanz) war von 919/920 bis 934 Bischof von Konstanz.
Er soll zuerst Mönch in St. Gallen und dort Lehrer seines späteren Nachfolgers Konrad gewesen sein. 919/920 wurde er zum Bischof von Konstanz ernannt. Er beschwor den 921 zwischen Heinrich I. und Karl dem Einfältigen geschlossenen Freundschaftsvertrag.
Noting war 926 beim Reichstag in Worms und im Juni 932 bei der Synode in Erfurt anwesend.
926 verteidigte er Konstanz gegen die Ungarn.
930 verkündete er, dass sich die Reliquien des heiligen Markus, die bisher als die des heiligen Valens ausgegeben wurden, im Kloster Reichenau befinden und verfügte, dass von nun an im gesamten Bistum jährlich am 25. April das Markusfest begangen werden soll.
Bischof Noting starb am 12. August 934 in Konstanz und wurde in Anwesenheit von Bischof Ulrich von Augsburg im Konstanzer Münster bestattet.